# Obóz pracy Jasna-Stolarska w Kielcach

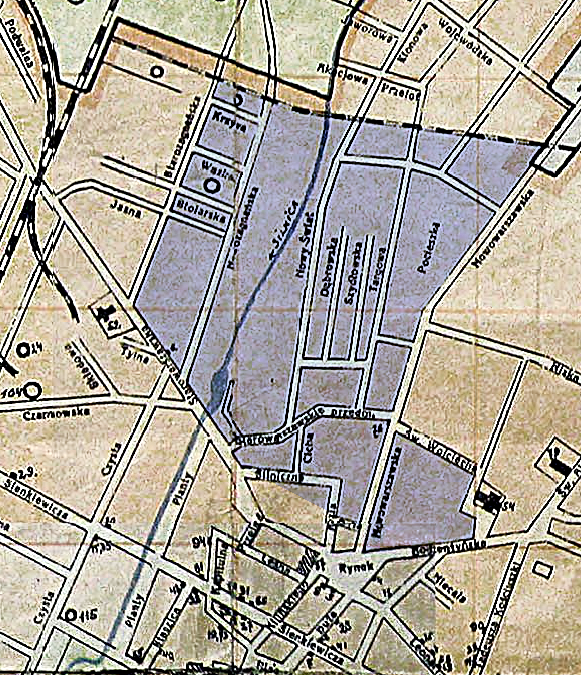
Plan Kielc z lat 30. XX wieku (ulice Jasna i Stolarska w lewym górnym rogu)

Obóz pracy Jasna-Stolarska w Kielcach – niemiecki obóz pracy przymusowej dla Żydów, istniejący w Kielcach przy ulicach Jasnej i Stolarskiej w latach 1942–1943, określany mianem „małego getta”.
Obóz powstał 30 sierpnia 1942 roku na części terenu zlikwidowanego kilka dni wcześniej getta. Trafili do niego Żydzi z Polski, Austrii (przeważnie z Wiednia), Czechosłowacji i Niemiec. Byli to najczęściej pracownicy Judenratu, policjanci, lekarze, a także wykwalifikowani robotnicy. W obozie, w którym panowała epidemia tyfusu, przebywało przeciętnie 1360 osób, ogółem przeszło przez niego około 2000 osób. Niemcy rozstrzeliwali więźniów na jego terenie, jak i poza nim. Obóz otaczał drewniany płot i drut kolczasty, nad porządkiem czuwało 28 żydowskich policjantów, którymi dowodził Spiegiel. Więźniowie zorganizowali kilkanaście ucieczek.
W pierwszej fazie istnienia obozu Żydzi zajmowali się segregacją ubrań, pościeli, mebli oraz artykułów ze sklepów i warsztatów rzemieślniczych zagarniętych przez Niemców w czasie likwidacji getta. Porządkowali również teren byłej dzielnicy żydowskiej; kobiety sortowały odzież dostarczaną z obozu w Treblince. Następnie wśród więźniów utworzono specjalne brygady, których zadaniem była praca w zakładach przemysłowych, kamieniołomach, wodociągach i na kolei. Zespoły składające się z kilkuset osób były zatrudniane w fabrykach „Hasag-Granat” i „Henryków” oraz hucie „Ludwików”. Czas pracy wynosił 12 godzin, wynagrodzeniem były miska zupy i 20 dag chleba. Na terenie obozu Żydzi pracowali w warsztatach krawieckich i szewskich.
Obóz zlikwidowano 1 kwietnia 1943 roku, więźniów stopniowo rozmieszczono w trzech obozach przyfabrycznych w Kielcach.